# Чемпионат Аргентины по футболу 2024
Профессиональная лига 2024 (исп. Campeonato de Primera División «Torneo Sur Finanzas 2024») — 95-й профессиональный чемпионат Аргентины по футболу с момента его основания.
По итогам предыдущего сезона лигу покинули «Арсенал» и «Колон». Двумя новыми участниками соревнования стали «Индепендьенте Ривадавия» (победитель Примеры Насьональ 2023) и «Депортиво Риестра», занявший 7-е место в Зоне B Примеры Насьональ, а затем победивший в сокращённом турнире из 15-ти команд (Torneo reducido por el segundo ascenso) за вторую путёвку в Профессиональную лигу.
Чемпионом в 5-й раз стал Велес Сарсфилд из Буэнос-Айрес.

## Команды
| Команда                 | Город                     | Стадион                                                        | Вместимость | Тренер                                             |
| ----------------------- | ------------------------- | -------------------------------------------------------------- | ----------- | -------------------------------------------------- |
| Ривер Плейт             | Буэнос-Айрес              | Мас Монумента́ль                                                | 84 567      | Мартин Демичелис                                   |
| Тальерес                | Кордова                   | Марио Альберто Кемпес (Шато́-Карре́рас)                          | 57 000      | Вальтер Рибонетто                                  |
| Сан-Лоренсо             | Буэнос-Айрес              | Педро Бидегайн (Нуэ́во Гасо́метро)                               | 47 964      | Леандро Романьоли (и. о.) Мигель Анхель Руссо с 18 |
| Ланус                   | Ланус                     | Сьюдад-де-Ланус – Нестор Диас Перес (Фортале́са)                | 47 027      | Рикардо Зелински                                   |
| Эстудиантес             | Ла-Плата                  | Хорхе Луис Хирши                                               | 32 530      | Эдуардо Домингес                                   |
| Дефенса и Хустисия      | Гобернадор-Хулио-А. Коста | Норберто Томаэльо                                              | 20 000      | Хулио Ваккари                                      |
| Бока Хуниорс            | Буэнос-Айрес              | Альберто Хосе Армандо (Бомбоне́ра)                              | 57 000      | Диего Мартинес                                     |
| Росарио Сентраль        | Росарио                   | Хиганте де Арройито                                            | 48 000      | Мигель Анхель Руссо до 8                           |
| Годой-Крус              | Годой-Крус                | Мальвинас Архентинас (Мендоса)                                 | 42 500      | Даниэль Ольдра                                     |
| Архентинос Хуниорс      | Буэнос-Айрес              | Диего Армандо Марадона                                         | 24 000      | Пабло Геде                                         |
| Атлетико Тукуман        | Сан-Мигель-де-Тукуман     | Монументаль Хосе Фьерро (Гран Ста́диум)                         | 24 200      | Факундо Сава                                       |
| Расинг                  | Авельянеда                | Президент Перон (Сили́ндро)                                     | 51 000      | Густаво Костас                                     |
| Бельграно               | Кордова                   | Хулио Сесар Вильягра (Хига́нте-де-Альбе́рди)                     | 33 000      | Хуан Крус Реаль                                    |
| Ньюэллс Олд Бойз        | Росарио                   | Марсело Бьельса (Коло́со-дель-Па́рке)                            | 42 000      | Маурисио Ларрьера                                  |
| Барракас Сентраль       | Буэнос-Айрес              | Клаудио «Чики» Тапиа                                           | 4400        | Алехандро Орфила                                   |
| Тигре                   | Виктория                  | Хосе Дельяхьованна (Колисэ́о)                                   | 26 282      | Себастьян Домингес                                 |
| Платенсе                | Флорида                   | Сьюдад-де-Висенте-Лопес                                        | 34 530      | Фавио Орси и Серхио Гомес                          |
| Институто               | Кордова                   | Хуан Доминго Перон (Монумента́ль-де-А́льта-Ко́рдоба)              | 26 000      | Диего Дабове                                       |
| Сармьенто               | Хунин                     | Эва Перон                                                      | 23 000      | Исраэль Дамонте                                    |
| Унион                   | Санта-Фе                  | 15 апреля                                                      | 30 000      | Кили Гонсалес                                      |
| Банфилд                 | Банфилд                   | Флоренсио Сола (Ле́нчо)                                         | 34 900      | Хулио Сесар Фальсьони до 5                         |
| Химнасия и Эсгрима      | Ла-Плата                  | Хуан Кармело Серильо (Бо́ске)                                   | 30 973      | Марсело Мендес                                     |
| Сентраль Кордова        | Сантьяго-дель-Эстеро      | Унико Мадре де Сьюдадес                                        | 30 000      | Лукас Гонсалес                                     |
| Индепендьенте           | Авельянеда                | Либертадорес де Америка – Рикардо Энрике Бочини (До́бле Висе́ра) | 49 592      | Карлос Тевес                                       |
| Велес Сарсфилд          | Буэнос-Айрес              | Хосе Амальфитани (Форти́н)                                      | 49 540      | Густаво Кинтерос                                   |
| Уракан                  | Буэнос-Айрес              | Томас Адольфо Дуко (Пала́сио)                                   | 48 314      | Франк Куделька                                     |
| Индепендьенте Ривадавия | Мендоса                   | Баутиста Гаргантини (Катедра́ль-дель-Па́рке)                     | 24 000      | Мартин Чикотелло                                   |
| Депортиво Риестра       | Буэнос-Айрес              | Гильермо Ласа                                                  | 3 000       | Кристиан Фаббиани                                  |

### Лидеры чемпионата
| Туры | Туры | Туры | Туры | Туры | Туры | Туры | Туры | Туры | Туры | Туры | Туры | Туры | Туры | Туры | Туры | Туры | Туры | Туры | Туры | Туры | Туры | Туры | Туры | Туры | Туры | Туры |
| ---- | ---- | ---- | ---- | ---- | ---- | ---- | ---- | ---- | ---- | ---- | ---- | ---- | ---- | ---- | ---- | ---- | ---- | ---- | ---- | ---- | ---- | ---- | ---- | ---- | ---- | ---- |
| 1    | 2    | 3    | 4    | 5    | 6    | 7    | 8    | 9    | 10   | 11   | 12   | 13   | 14   | 15   | 16   | 17   | 18   | 19   | 20   | 21   | 22   | 23   | 24   | 25   | 26   | 27   |
| РИВ  |      |      |      |      |      |      |      |      |      |      |      |      |      |      |      |      |      |      |      |      |      |      |      |      |      |      |

### Хет-трики
| Игрок       | Страна    | Клуб       | Соперник | Счёт | Тур | Дата        |
| ----------- | --------- | ---------- | -------- | ---- | --- | ----------- |
| Франко Хара | Аргентина | Бельграно* | Расинг   | 4:4  | 1   | 12 мая 2024 |